# Faustine Fotso
Pour les articles homonymes, voir Fotso.
Fostine Villanneau Chebou Kamdem, née le 12 juin 1965, est une informaticienne, environnementaliste et avocate camerounaise. 

## Mandat public
En 2012, elle est 1re adjointe au maire de Baham,.
Elle est élue, lors des Législatives de 2013, députée au parlement du Cameroun, représentant la circonscription des hauts plateaux de la région de l'Ouest. 
Son mari, Fotso Lucas est le directeur du littoral (Douala) de la compagnie d'électricité du Cameroun Aes sonel .

## Œuvre
Elle est l'auteure de "Étude d'impact environnemental en droit français et camerounais".

### Autres projets
- Faustine Fotso sur Commons

Elle a rédigé une thèse portant sur "La répression des infractions relatives à la protection de la nature dans les systèmes juridiques français et camerounais"